# Corrección trapezoidal

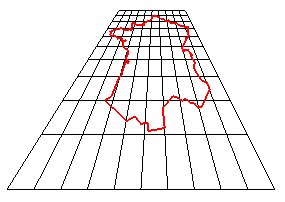
Distorsión trapezoidal

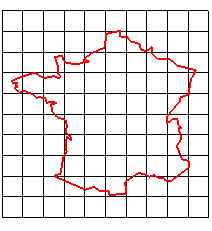
Corrección trapezoidal aplicada

La corrección trapezoidal se utiliza para corregir la distorsión trapezoidal o efecto Keystone, es decir, la distorsión aparente de una imagen causada al ser proyectada o fotografiada en una superficie que no está perpendicular al eje óptico del aparato. En términos genéricos, es la distorsión de las dimensiones de una imagen, haciendo que un cuadrado parezca un trapecio, parecido a la forma de una clave de bóveda arquitectónica, de ahí el nombre en inglés, pudiendo llegar a hacer que un cuadrado parezca un trapezoide .
El efecto se produce con proyectores de vídeo o diapositivas que no están alineados exactamente en ángulo recto con la superficie de proyección o con cámaras de fotos que no tienen su eje óptico formando un ángulo de 90° con la superficie rectangular que retratan. Entonces, la imagen aparece más ancha (o más alta) en un lado que en el lado opuesto. En estereoscopia se utilizan dos lentes para ver la misma imagen del sujeto desde una perspectiva ligeramente distinta, proporcionando una visión tridimensional del sujeto. Si ambas imágenes no son exactamente paralelas, también se puede crear un efecto Keystone.

## Proyectores de vídeo

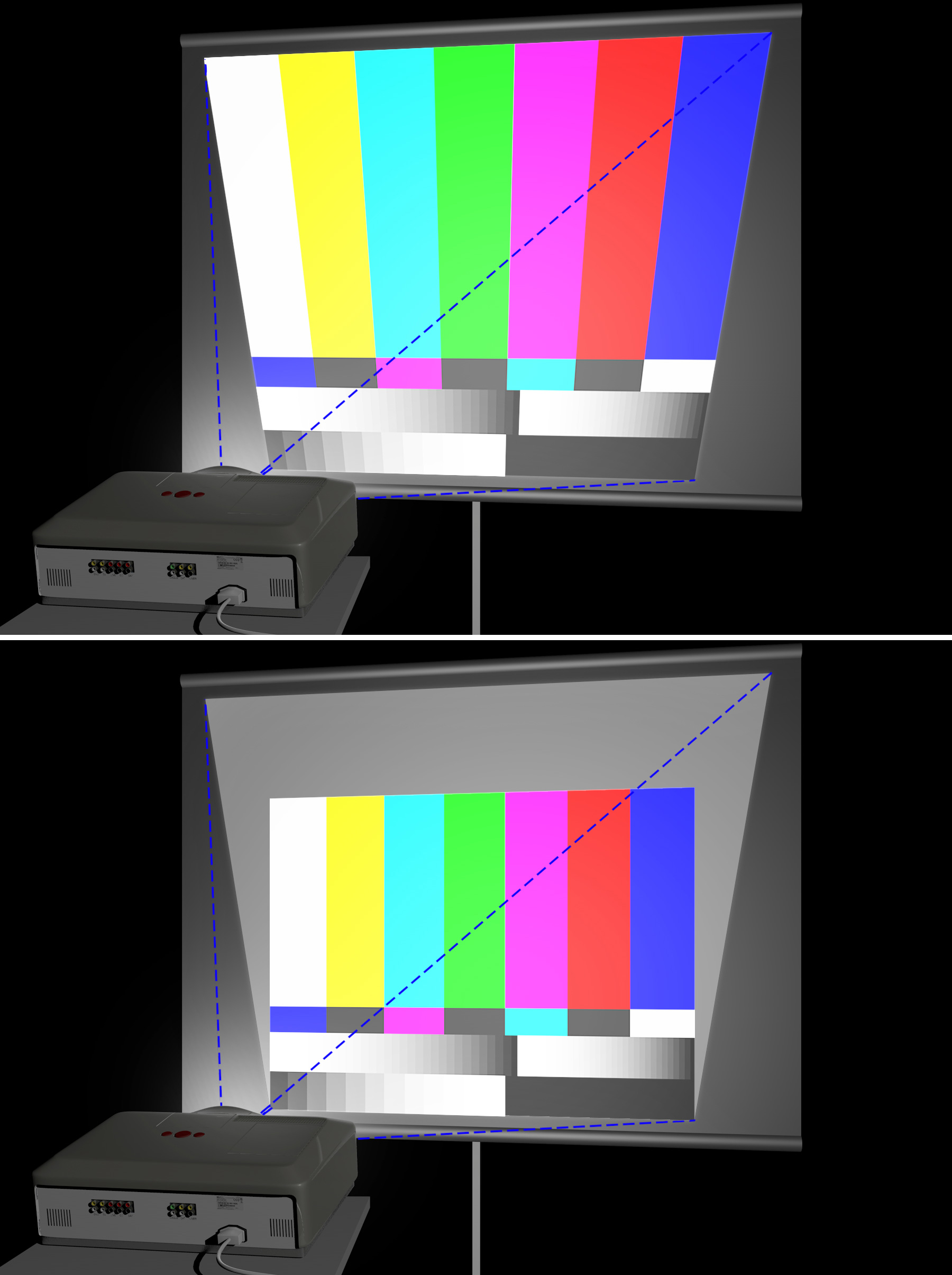
Corrección trapezoidal

En el caso concreto de un proyector puesto sobre una mesa enfocando a una pantalla de proyección en una posición más elevada, la imagen es mayor en la parte superior que en la parte inferior. Incluso, es posible que algunas áreas de la pantalla no estén correctamente enfocadas, ya que la lente del proyector sólo se enfoca a la distancia de en medio de las dos.
Por ejemplo, en proyector de vídeo con una resolución horizontal máxima de 800 píxeles, que normalmente está ocupada por la información de la imagen, reducir el ancho de la imagen a 750 píxeles "suprime" la información de 50 píxeles; si hay líneas en estas tablas, a veces ya no se muestran. Por cierto, esto significa que las líneas rectas se muestran como escaleras finas y se pierde parte de la salida de luz disponible porque los píxeles de los bordes de la imagen se convierten en puntos negros (que se muestran en gris claro en el gráfico siguiente ). En ángulos pronunciados, esto puede significar que el número de píxeles y la salida de luz se reduzcan a la mitad. La corrección se puede realizar:
- Mediante espejos situados en cierto ángulo.
- Alineando el proyector en ángulo recto con la superficie de proyección y desplazando la imagen moviendo la lente.
- Modificando la imagen con una predistorsión generada por micro-código antes de proyectarla.

Si la imagen está predistorsionada, sin embargo, el área de la imagen y la salida de luz (sólo se utiliza una parte rectangular del trapecio) así como la información de la imagen (mediante interpolación) se pierden, puesto que el lado supuestamente " más largo" de la imagen es comprimido sin aumentar la resolución.
Atès que en la majoria dels casos s'ha de fer una correcció a les vores superiors o inferiors (el projector està massa avall o massa amunt), alguns projectors de vídeo tenen una correcció trapezoidal automàtica : un sensor de posició dins del dispositiu detecta l'angle de la seva posició i calcula la distorsió de la imatge òptima per a una paret vertical. Tanmateix, això no funciona quan es projecta sobre una superficie inclinada.

## Escáner para móvil
Hay muchas aplicaciones para el móvil que pueden utilizarse para convertir el teléfono en un escáner que, además de un filtro B/N perfecto, tienen un post-procesamiento de las fotografías para compensar las líneas convergentes, están disponibles para dispositivos Android o iOS.
- Office Lens : -con Flash fijo- La alternativa de Microsoft, capaz de escanear cualquier tipo de documento. Cuando algo se escanea con la aplicación, se puede elegir guardar el archivo en la galería del teléfono, ponerlo en la nube de OneDrive o utilizar cualquier aplicación de Office. Es gratuito, y Existen aplicaciones para IOS y Android.[4]
- Adobe Scan : -sin Flash fijo- Aplicación creada por Adobe que se integra perfectamente con todas las demás herramientas. Permite escanear uno o varios documentos incluyendo imágenes para convertirlos a PDF. Es gratuito, e incluso permite reorganizar páginas en un escaneo múltiple. Existen aplicaciones para IOS y Android.[5]
- Abby FineScanner : -Flash fix- Es una aplicación menos conocida, pero más avanzada. Permite escanear textos impresos y escritos a mano con el teléfono y guardarlos en 12 formatos de archivo. Utiliza la OCR de los documentos escaneados en casi 200 idiomas. Existen aplicaciones para IOS y Android.[6]
- Google Drive : -con Flash fijo- es el servicio de almacenamiento en la nube de Google, pero la aplicación móvil también tiene la capacidad de escanear documentos y guardarlos como PDF directamente en Google Drive. Es necesario tener una cuenta de Google y, es útil, aunque es gratuito para utilizar en Gmail y muy poco más. Existen aplicaciones para IOS y Android.
- Genius Scan : -sin Flash fijo- Una aplicación de escaneo de documentos que ofrece una versión gratuita sencilla. En la versión de pago se integra con muchas nubes: Dropbox, Evernote, Expensify, Facebook, Google Drive, OneDrive, OneNote e incluso con sistemas FTP. Existen aplicaciones para IOS y Android.[7]
- CamScanner : -Flash fijo - "Alquiler anual" y "prueba de 3 días". . Aplicación muy completa para escanear documentos con el teléfono, complementada también con otras opciones como pasar los documentos escaneados a texto. Existen aplicaciones para IOS y Android.[8]
- Simple Scanner : -sin Flash fijo- Una aplicación muy completa, es gratuita con "1 línea de anuncios". Ofrece carpetas para una mejor organización y la posibilidad de sincronizar los documentos locales con la nube, incluido iCloud. También permite realizar un OCR en 60 idiomas. Existen aplicaciones para IOS y Android.[9]

## Corrección con ordenador
Existen numerosos programas que permiten un post-procesamiento manual de las fotografías para compensar las líneas convergentes o compensar la perspectiva de fotos con distorsión de este tipo. Entre los programas que permiten el ajuste manual de los parámetros de distorsión se encuentran: 
- Photoshop CS2 y Photoshop Elements (a partir de la versión 5) incluyen un filtro manual de corrección de la lente para una distorsión sencilla (en almohada/cañón)
- Corel Paint Shop Pro Photo incluye un efecto manual de distorsión de la lente para una distorsión sencilla (en cañón, en ojo de pescado, esférica y almohada).
- GIMP incluye la corrección manual de la distorsión de la lente (a partir de la versión 2.4).
- PhotoPerfect tiene funciones interactivas para el ajuste general de la almohada y para flecos (ajuste del tamaño de las partes de la imagen roja, verde y azul).
- Hugin se puede utilizar para corregir la distorsión, aunque ésta no es su aplicación principal.[10]
- ImageMagick puede corregir varias distorsiones; por ejemplo, la distorsión de ojos de pez de la popular cámara GoPro Hero3+ Silver se puede corregir con el comando: convert distorted_image.jpg -distort barrel "0.06335 -0.18432 -0.13009" corrected_image.jpg[11]

Aparte de estos sistemas que corrigen las imágenes, hay también programas para ajustar los parámetros de distorsión de los vídeos:
- FFMPEG utilizando el filtro de vídeo "corrección de lentes".[12]
- Blender utilizando el editor de nodos para insertar un nodo "Distorsión/Distorsión de la lente" entre los nodos de entrada y salida.